# مسجد جامع کاهکش
مسجد جامع کاهکش، مربوط به اوایل دوره پهلوی است و در شهرستان سامان، روستای کاهکش واقع شده است. این اثر در تاریخ ۲۵ آبان ۱۳۸۷ با شمارهٔ ثبت ۲۳۸۱۸ به‌عنوان یکی از آثار ملی ایران به ثبت رسیده است.